# Réserve écologique du Micocoulier
Die Réserve écologique du Micocoulier ist ein ökologisches Schutzgebiet im Süden der kanadischen Provinz Québec in der regionalen Grafschaftsgemeinde Vaudreuil-Soulanges.

## Lage, Aufgabe

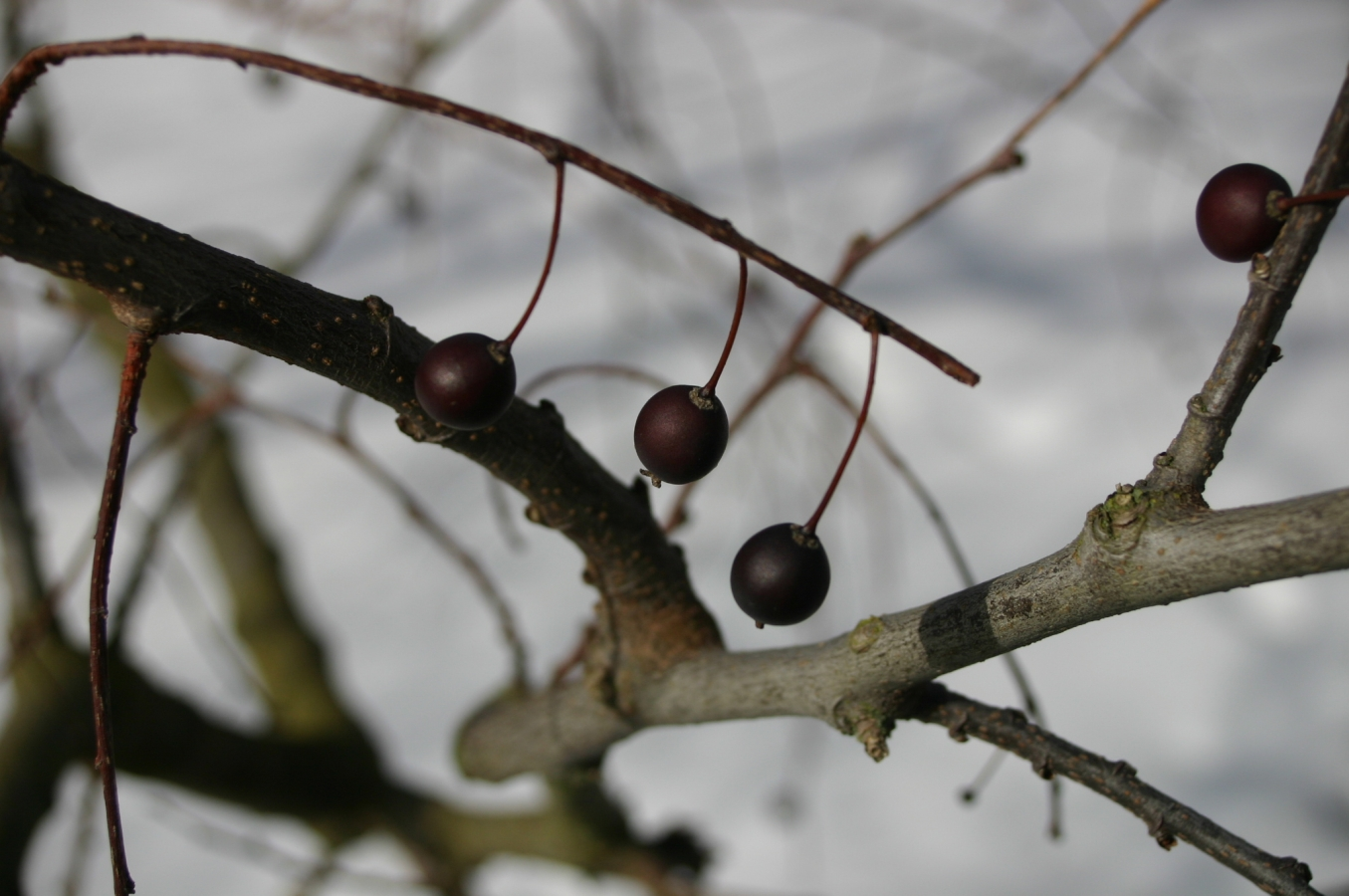
Celtis occidentalis, Früchte

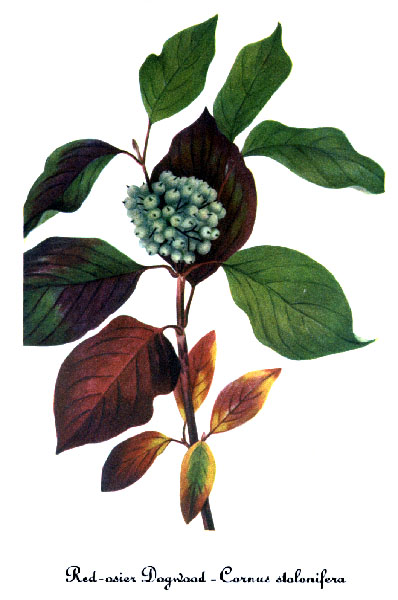
Cornus stolonifera, ein Springkraut

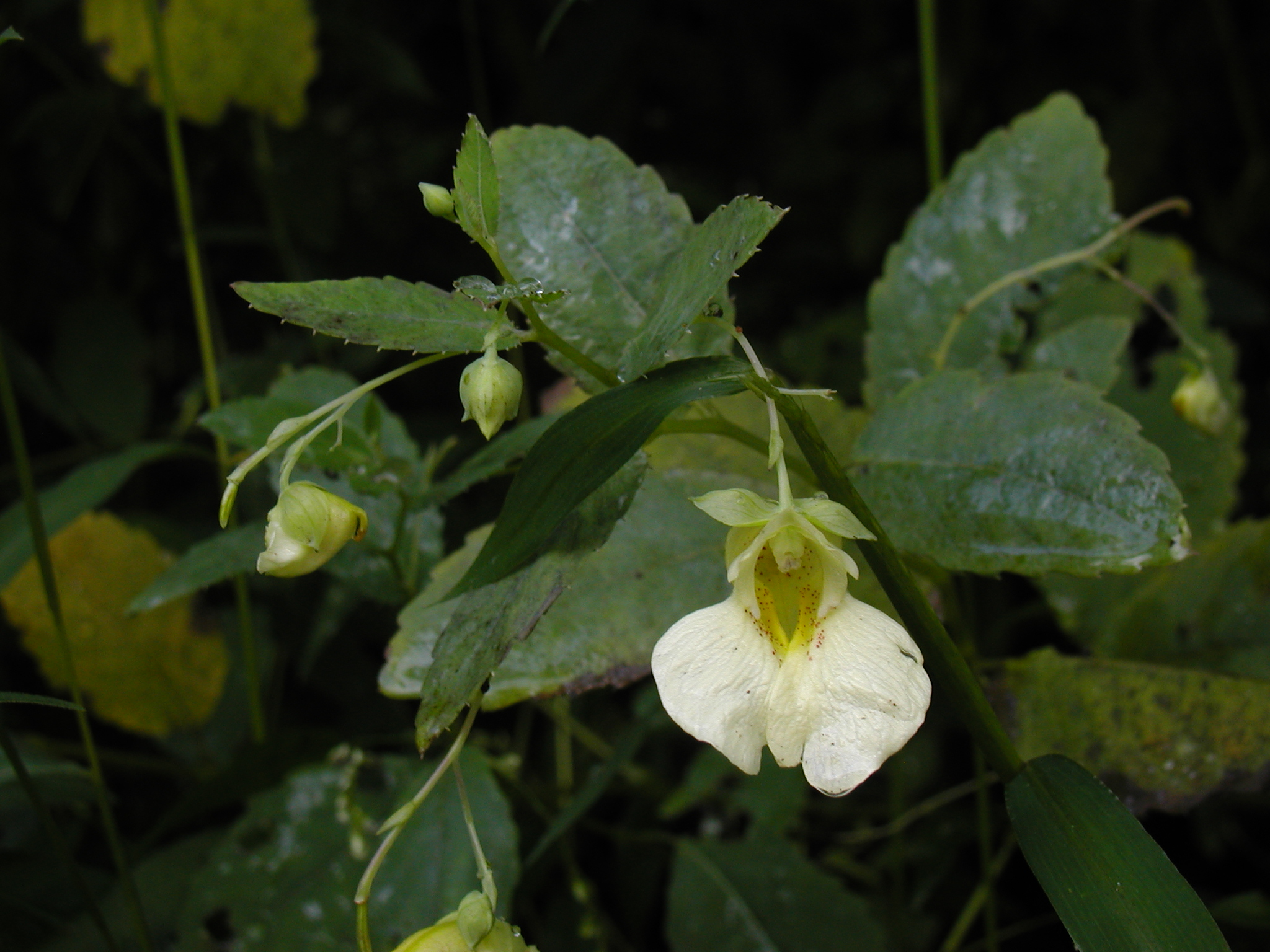
Impatiens pallida

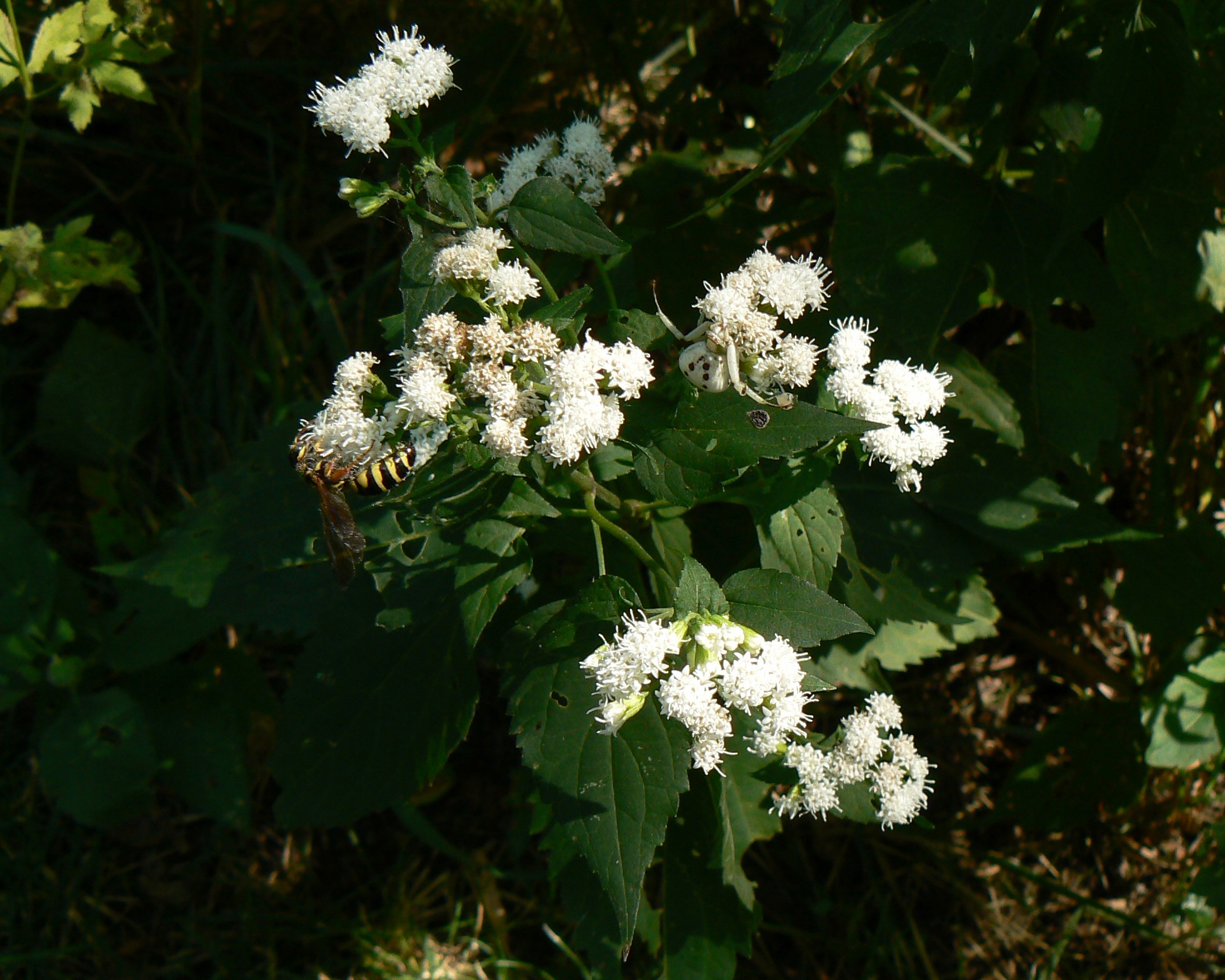
Ageratina altissima

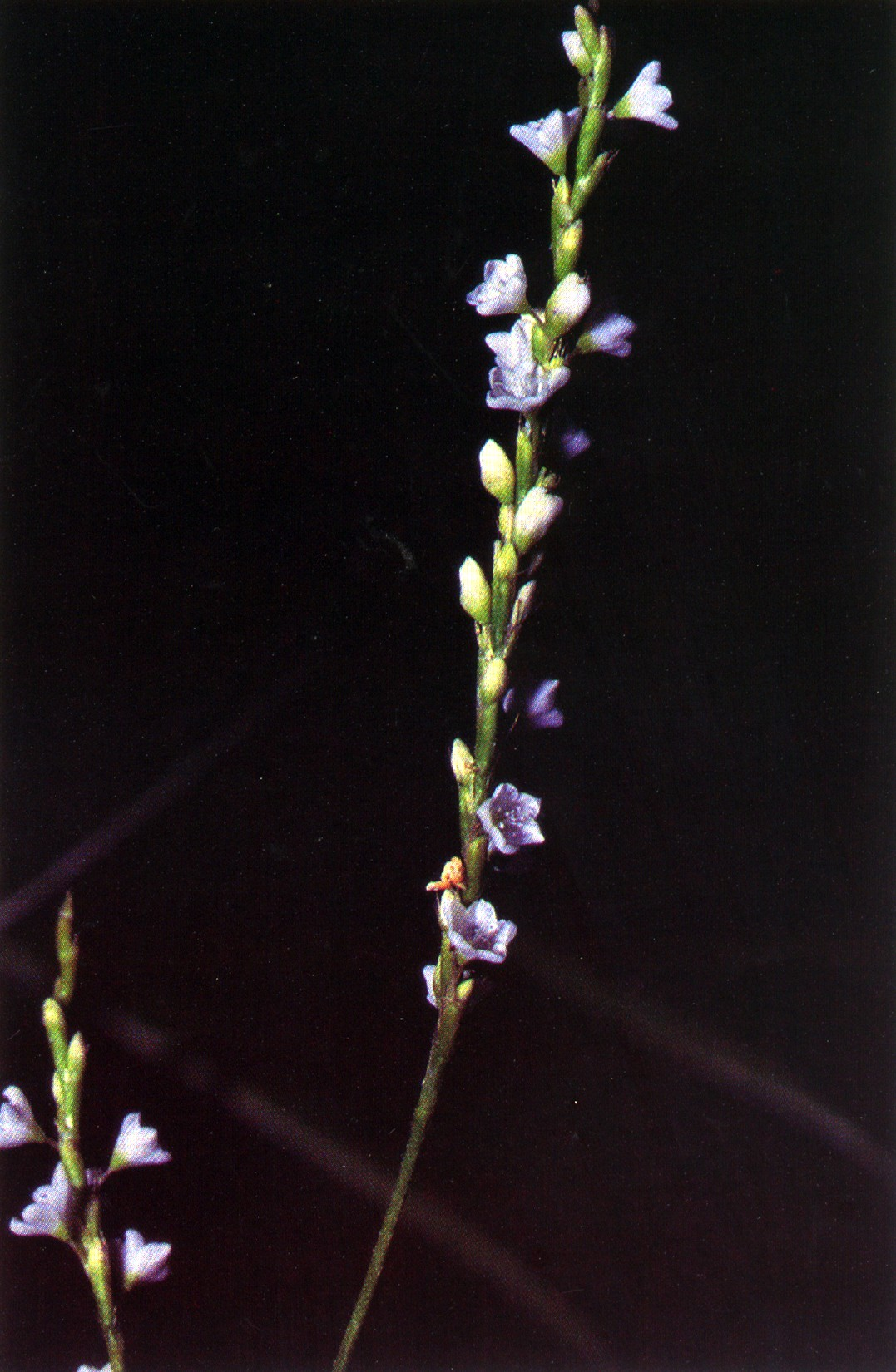
Polygonumpunctatum gedeiht nur in einer einzigen Tillitkuhle im Schutzgebiet

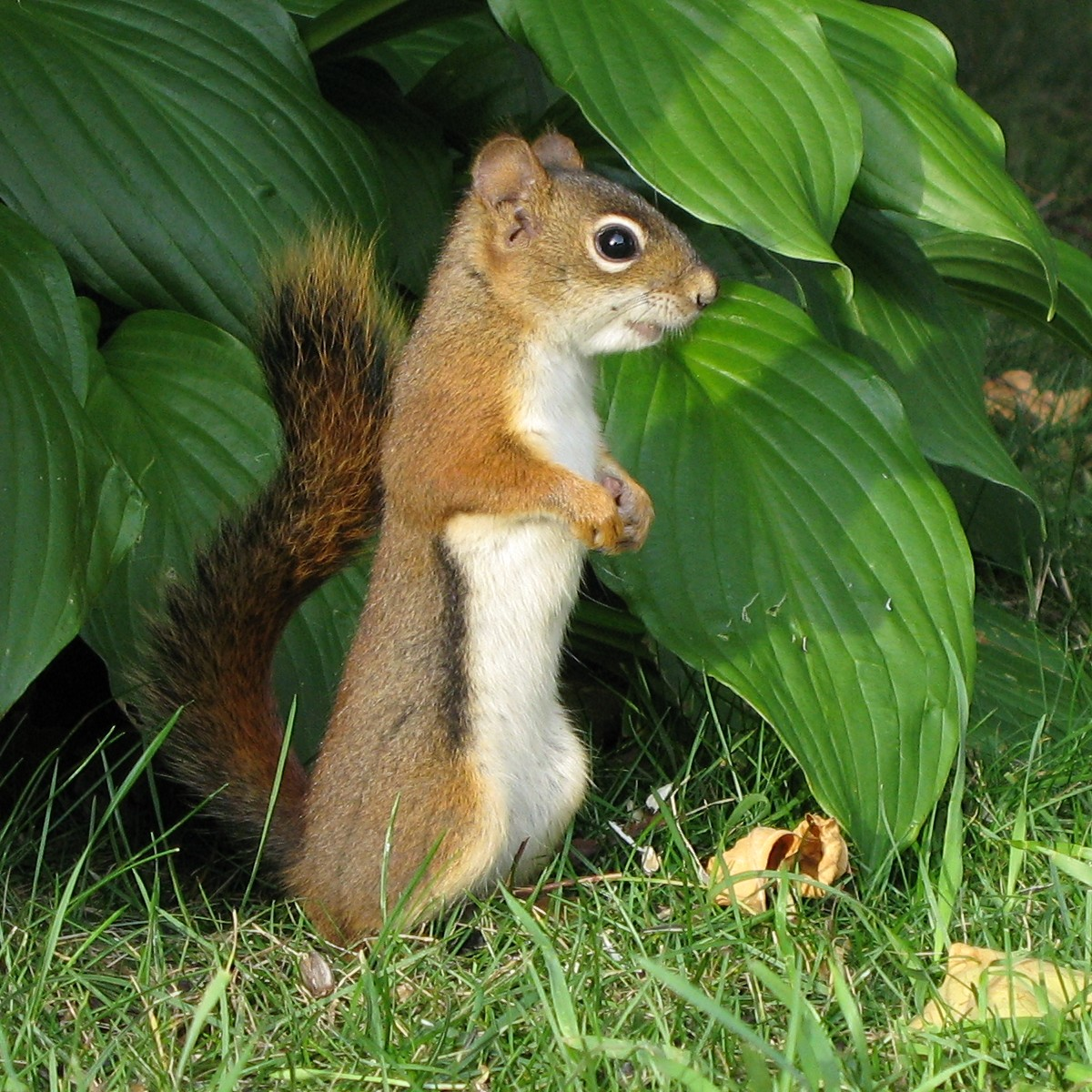
Das Écureuil roux, englisch „Red Squirrel“ genannte Eichhörnchen

Das Schutzgebiet wurde im Jahr 1981 auf einer Fläche von 28,73 ha eingerichtet und umfasst die beiden Inseln Île Arthur und Île Bienville im Sankt-Lorenz-Strom auf dem Gebiet der Gemeinde Saint-Ignace-du-Coteau-du-Lac. Vor allem der Westliche Zürgelbaum (Celtis occidentalis), der in Québec selten geworden ist, steht bei den Schutzbemühungen im Mittelpunkt.

## Geologie
Der Untergrund besteht überwiegend aus Sandstein und Dolomit. Darüber liegen Sedimente, die der Fluss abgelagert hat. In den höheren Lagen findet sich Tillit, in den mittleren Lagen Ablagerungen aus der Zeit des Champlainmeers, in den unteren Schwemmland. Während die beiden höheren Lagen dementsprechend gut entwässern, ist dies in den tieferen Lagen nicht möglich.

## Flora
In den gut entwässernden Lagen findet sich der Straußenfarn, der in Québec matteuccie fougère-à-l’autruche oder fougère allemande (‚Straußen-‘ oder ‚deutscher Farn‘) heißt, die Kapuzen-Herzblume (Dicentra cucullaria), Impatiens pallida aus der Gattung der Springkräuter, der giftige Gelbholz-Hartriegel (Cornus stolonifera), Ageratina altissima, die in Québec eupatoire rugueuse heißt. Letztere gehört zur Tribus der Eupatorieae aus der Unterfamilie der Asteroideae, die wiederum zur Familie der Korbblütler zählt. In den nasseren, schlechter entwässernden Gebieten dominieren eher Onoclea sensibilis aus der Familie der Onocleaceae, die zur Klasse der Echten Farne zählt, und die Rot-Ulme, hinzu kommen vor allem auf sandigem Terrain Rohrglanzgras (franz.: phalaris roseau) und der Gewöhnliche Blutweiderich (Lythrum salicaria, franz.: salicaire pourpre). Polygonum punctatum, dessen Blätter essbar sind, gedeiht in einer kleinen Kuhle nassen Tillits.
Insgesamt sind 115 Gefäßpflanzen und weitere 26 Nichtgefäßpflanzen im Schutzgebiet erfasst. Davon sind vier Arten gefährdet oder bedroht, nämlich Cardamine concatenata aus der Gattung der Schaumkräuter, Carex alopecoidea aus der Gattung der Seggen, Floerkea proserpinacoides Willdenow, die in Québec Floerkée fausse-proserpinie heißt und zur Familie der Limnanthaceae zählt, sowie die Amerikanische Pimpernuss (Staphylea trifolia) aus der Gattung der Pimpernüsse (Staphylea). Ähnlich gefährdet sind Waldknoblauch (Ail des bois) und der Amerikanische Ginseng (Panax quinquefolius; franz.: ginseng américain oder ginseng à cinq folioles).

## Fauna
Es besteht eine kleine Reiherkolonie von sechs bis acht Nestern auf den Inseln. An Säugetieren finden sich die Hirschmaus, hier Souris sylvestre genannt, die Feldmaus (Microtus arvalis), die Bisamratte, Eichhörnchen und Waschbären, die beobachtet wurden.

## Namensgebung
Der Name des Schutzgebiets geht auf die im Französischen micocoulier occidental genannte Baumart zurück, die im Deutschen als Amerikanischer Zürgelbaum bekannt ist. Sie ist in Kanada selten.